# Deccan Herald
Der Deccan Herald ist die größte englischsprachige indische Tageszeitung im Bundesstaat Karnataka. Herausgeber ist The Printers (Mysore) Private Limited. Es gibt verschiedene Ausgaben des Kopfblatts in Bengaluru, Hubballi, Kalaburagi, Mangaluru und Mysuru. Erstes Erscheinungsjahr war 1948.
Auflagenhöhe soll 2005 bei 180.000 Exemplaren gelegen haben (The ABC certified figures).